# Brunvandet sø
Naturtypen Brunvandede vandområder er sjælden i Danmark, men forekommer hist og her. Til trods for at vandet er brunt er det meget rent, og en meget lav forekomst af næringsstoffer og affaldsstoffer er et vigtigt karaktertræk. Vandet er typisk let til noget surt, og der forekommer derfor en række vandplanter, som er sjældne og ikke forekommer andre steder, f.eks. Tvepibet Lobelie, Brasenføde og Sylblad.
I brunvandede søer kan forekomme Hængesæk eller forstadier til Højmose i form af en flydende pude af tørvemos med mange af de planter der hører til den egentlige højmoseflade.
Brunvandet sø er en betegnelse for en naturtype i Natura 2000-netværket, med nummeret 3160.

## Geografisk fordeling
Brunvandede søer forekommer f.eks. i Gribskov og Rold Skov (f.eks. Mossø).